# 마이크로소프트 3D 뷰어
마이크로소프트 3D 뷰어(3D Viwer, 이전 이름: Mixed Reality Viewer, View 3D)는 윈도우 10 1703에 처음 포함된 3D 컴퓨터 그래픽 뷰어 및 증강 현실 응용 프로그램이다. .fbx, .3mf, .obj, .stl 및 다양한 형식을 지원한다. 기능 섹션에 더 많은 파일 형식이 나열되어 있다.
처음 실행 시 3D 뷰어는 자동으로 "Bee.glb" 파일을 로드하고 회색 배경에 꿀벌이 아닌 애니메이션 말벌을 렌더링한다. 사용자는 보기 각도를 변경하고, 사용 가능한 애니메이션(3D 파일에 정의됨) 중 하나를 선택하여 시청하거나 3개의 광원 중 하나를 조정할 수 있다. 조명 설정은 "테마"로 저장하여 다른 3D 개체에 빠르게 적용할 수 있다. 이 앱에는 4개의 "빠른 애니메이션"도 포함되어 있다. 이는 앱이 보기 각도를 변경하여 3D 개체를 표시할 수 있는 방법이다. 예를 들어, "턴테이블" 항목은 개체를 중심으로 시점을 위도 방향으로 회전한다. 앱을 실행하는 장치에 카메라가 장착된 경우 앱은 보고 있는 표면을 탭할 수 있는 혼합 현실 환경을 만들 수 있으며 3D 모델이 해당 표면에 떨어진다. 그런 다음 물체를 제자리에 유지하기 위해 SLAM에서 기본적인 시도를 한다.
3D 뷰어는 파일을 리믹스 3D 웹사이트에 게시하거나, 그림판 3D에서 열거나, 3D 인쇄를 위해 그림판 3D 앱(이전의 3D 빌더)으로 보낼 수 있다. 혼합 현실 모드에 있을 때 3D 뷰어는 3D 모델이 증강된 장면의 사진과 비디오를 캡처할 수도 있다.
3D 뷰어는 윈도우 11부터 더 이상 운영 체제에 포함되어 있지 않지만 마이크로소프트 스토어에서 계속 다운로드할 수 있다.